# Torneo di Viareggio
Torneo di Viareggio (oficjalna nazwa: Torneo Mondiale Giovanile di Calcio Coppa Carnevale) – największy młodzieżowy turniej piłkarski na świecie. Rozgrywany jest we Włoszech, w mieście Viareggio w Toskanii. Rozgrywany jest w okresie karnawału, stąd jego potoczna nazwa – Coppa Carnevale (Puchar Karnawału).
W turnieju biorą udział zespoły do lat 21 z całego świata. Rozgrywki mają status oficjalnych zawodów FIFA, UEFA i FIGC. Pierwsza edycja odbyła się w roku 1949.
W rozgrywkach bierze udział 40 zespołów podzielonych na 10 grup po 4 drużyn każda. Do kolejnej rundy awansują zwycięzcy poszczególnych grup oraz sześć najlepszych zespołów, które zajęły drugie miejsca. W dalszej fazie zawody toczą się systemem pucharowym – przegrywający odpada.

## Triumfatorzy
| Rok  | Zwycięzca          | 2. miejsce                  |
| ---- | ------------------ | --------------------------- |
| 1949 | A.C. Milan         | S.S. Lazio                  |
| 1950 | UC Sampdoria       | AS Roma                     |
| 1951 | FK Partizan        | UC Sampdoria                |
| 1952 | A.C. Milan         | FK Partizan                 |
| 1953 | A.C. Milan         | Juventus F.C.               |
| 1954 | Lanerossi Vicenza  | Juventus F.C.               |
| 1955 | Lanerossi Vicenza  | UC Sampdoria                |
| 1956 | Sparta Praga       | A.C. Milan                  |
| 1957 | A.C. Milan         | AS Roma                     |
| 1958 | UC Sampdoria       | ACF Fiorentina              |
| 1959 | A.C. Milan         | FK Partizan                 |
| 1960 | A.C. Milan         | Dukla Praga                 |
| 1961 | Juventus F.C.      | Lanerossi Vicenza           |
| 1962 | Inter Mediolan     | ACF Fiorentina              |
| 1963 | UC Sampdoria       | Bologna FC                  |
| 1964 | Dukla Praga        | Bologna FC                  |
| 1965 | Genoa CFC          | Juventus F.C.               |
| 1966 | ACF Fiorentina     | Dukla Praga                 |
| 1967 | Bologna FC         | ACF Fiorentina              |
| 1968 | Dukla Praga        | Juventus F.C.               |
| 1969 | Atalanta BC        | SSC Napoli                  |
| 1970 | Dukla Praga        | A.C. Milan                  |
| 1971 | Inter Mediolan     | A.C. Milan                  |
| 1972 | Dukla Praga        | Inter Mediolan              |
| 1973 | ACF Fiorentina     | Bologna FC                  |
| 1974 | ACF Fiorentina     | S.S. Lazio                  |
| 1975 | SSC Napoli         | S.S. Lazio                  |
| 1976 | Dukla Praga        | A.C. Milan                  |
| 1977 | UC Sampdoria       | A.C. Milan                  |
| 1978 | ACF Fiorentina     | AS Roma                     |
| 1979 | ACF Fiorentina     | Perugia                     |
| 1980 | Dukla Praga        | S.S. Lazio                  |
| 1981 | AS Roma            | Ipswich Town                |
| 1982 | ACF Fiorentina     | Ipswich Town                |
| 1983 | AS Roma            | Inter Mediolan              |
| 1984 | Torino FC          | SSC Napoli                  |
| 1985 | Torino FC          | AS Roma                     |
| 1986 | Inter Mediolan     | UC Sampdoria                |
| 1987 | Torino FC          | ACF Fiorentina              |
| 1988 | ACF Fiorentina     | Torino FC                   |
| 1989 | Torino FC          | AS Roma                     |
| 1990 | Cesena             | SSC Napoli                  |
| 1991 | AS Roma            | SSC Napoli                  |
| 1992 | ACF Fiorentina     | AS Roma                     |
| 1993 | Atalanta BC        | A.C. Milan                  |
| 1994 | Juventus F.C.      | ACF Fiorentina              |
| 1995 | Torino FC          | ACF Fiorentina              |
| 1996 | Brescia            | Parma                       |
| 1997 | Bari               | Torino FC                   |
| 1998 | Torino FC          | Irineu                      |
| 1999 | A.C. Milan         | Varteks Varaždin            |
| 2000 | Empoli FC          | ACF Fiorentina              |
| 2001 | A.C. Milan         | Vitória Setúbal             |
| 2002 | Inter Mediolan     | Torino FC                   |
| 2003 | Juventus F.C.      | Slavia Praga                |
| 2004 | Juventus F.C.      | Empoli FC                   |
| 2005 | Juventus F.C.      | Genoa CFC                   |
| 2006 | CA Juventud        | Juventus F.C.               |
| 2007 | Genoa CFC          | AS Roma                     |
| 2008 | Inter Mediolan     | Empoli FC                   |
| 2009 | Juventus F.C.      | UC Sampdoria                |
| 2010 | Juventus F.C.      | Empoli                      |
| 2011 | Inter Mediolan     | ACF Fiorentina              |
| 2012 | Juventus F.C.      | AS Roma                     |
| 2013 | RSC Anderlecht     | A.C. Milan                  |
| 2014 | A.C. Milan         | RSC Anderlecht              |
| 2015 | Inter Mediolan     | Hellas Verona               |
| 2016 | Juventus F.C.      | [[Palermo FC\| Palermo FC]] |
| 2017 | US Sassuolo Calcio | Empoli                      |
| 2018 | Inter Mediolan     | ACF Fiorentina              |
| 2019 | Bologna FC         | Genoa CFC                   |
| 2020 | nie rozegrano      | nie rozegrano               |
| 2021 | nie rozegrano      | nie rozegrano               |
| 2022 | US Sassuolo Calcio | Alex Transfiguration        |
| 2023 | US Sassuolo Calcio | Torino FC                   |
| 2024 | Beyond Limits      | Brazzaville                 |

## Najwięcej zwycięstw

### Kluby
- 9 Juventus F.C.
- 9 A.C. Milan
- 8 ACF Fiorentina
- 8 Inter Mediolan
- 6 Dukla Praga
- 6 Torino FC
- 4 UC Sampdoria
- 3 AS Roma
- 3 US Sassuolo Calcio
- 2 Atalanta BC
- 2 Genoa CFC
- 2 Vicenza
- 2 Bologna FC
- 1 SSC Napoli
- 1 Bari
- 1 Brescia
- 1 Cesena
- 1 Empoli FC
- 1 CA Juventud
- 1 FK Partizan
- 1 Sparta Praga
- 1 RSC Anderlecht
- 1 Beyond Limits

### Kraje
- 58  Włochy
- 7  Czechosłowacja
- 1  Jugosławia
- 1  Urugwaj
- 1  Belgia
- 1  Nigeria

## Piłkarze
W turnieju uczestniczyło wielu graczy, którzy w późniejszych latach osiągali sukcesy na szczeblu seniorskim.
| - Aldo Agroppi - Amauri - Giancarlo Antognoni - Franco Baresi - Roberto Baronio - Gabriel Batistuta - Sergio Battistini - Nicola Berti - Roberto Bettega - Roberto Boninsegna - Ivano Bordon - Sergio Campana - Luciano Chiarugi - Fulvio Collovati - Roberto Cravero - Vincenzo D'Amico - Giuseppe Damiani - Alessandro Del Piero - Riccardo Ferri - Mario Frustalupi - Giuseppe Furino - Diego Fuser | - Guglielmo Gabetto - Giuseppe Galderisi - Giuseppe Giannini - Sergio Gori - Gianluigi Lentini - Aldo Maldera - Giuseppe Marchioro - Sandro Mazzola - Bruno Mora - Domenico Morfeo - Roberto Muzzi - Gabriele Oriali - Andrea Pirlo - Paolo Pulici - Gianni Rivera - Sandro Salvadore - Alessio Tacchinardi - Francesco Totti - Sandro Tovalieri - Giovanni Trapattoni - Jozef Vengloš - Renato Zaccarelli |